# Veldeman
De Veldeman is een straatnaam en een helling in de Vlaamse Ardennen in de provincie Oost-Vlaanderen nabij Brakel. Parallel aan deze helling loopt de Valkenberg omhoog.

## Wielrennen
De helling wordt opgenomen in de Peter Van Petegem Classic, genoemd naar de wielrenner Peter Van Petegem.